# Eparquía de Batne de los sirios
La eparquía titular de Batne de los sirios (en latín: Eparchia Bathnensis Syrorum) es una eparquía titular de la Iglesia católica conferida a miembros de la Iglesia católica siria. Corresponde a una antigua diócesis de la Iglesia ortodoxa siria cuya sede estaba en la ciudad de Batne, (ruinas en el actual Tell-Batnan) en Turquía. De acuerdo al Anuario Pontificio, Batne fue una diócesis de la provincia de Osroena, sufragánea de Edesa.

## Historia
Batne fue una antigua sede episcopal de la provincia romana de Osroena en la diócesis civil del Oriente. Formaba parte del patriarcado de Antioquía y era sufragánea de la arquidiócesis de Edesa, como lo atestigua una Notitia Episcopatuum del siglo VI.
Lequien atribuye seis obispos a esta antigua diócesis. El primero es Abraham, correspondiente de Basilio el Grande, quien le escribió una carta hacia 373. Participó en el Concilio de Constantinopla I en 381. Dadas participó en el concilio convocado por el patriarca de Antioquía en 458 para juzgar el trabajo de Iba de Edesa. Basilio, episcopus Baliensis, firmó la carta escrita por los obispos de Osroena al emperador León en 458. San Jacobo fue un obispo de simpatías monofisitas, que fue un famoso escritor eclesiástico de la primera mitad del siglo VI. Fue sucedido por Moisés. Finalmente, Juliano estaba entre los padres del Concilio de Constantinopla II en 553.
Más tarde, la sede, conocida como Sarug, fue ocupada permanentemente por los obispos jacobitas. La Crónica de Miguel el Sirio menciona a diecisiete obispos de Saroug del siglo VIII al XIII.

### Sede titular
Una sede titular católica es una diócesis que ha cesado de tener un territorio definido bajo el gobierno de un obispo y que hoy existe únicamente en su título. Continúa siendo asignada a un obispo, quien no es un obispo diocesano ordinario, pues no tiene ninguna jurisdicción sobre el territorio de la diócesis, sino que es un oficial de la Santa Sede, un obispo auxiliar, o la cabeza de una jurisdicción que es equivalente a una diócesis bajo el derecho canónico.
La diócesis de Batne fue restablecida como archieparquía titular de Batne de los sirios en el siglo XX y fue conferida por primera vez por la Santa Sede el 19 de enero de 1913 al obispo Ignacio Gabriel I Tappouni. Fue suprimida en 1933 y restaurada en 1963.

## Cronología de los obispos

### Obispos de la sede residencial
- Abraham † (antes de 373 circa-después de 381)[6]
- Dadas † (mencionado en 448)
- Basilio † (mencionado en 458)
- San Jacobo † (519-29 de noviembre de 521 falleció)
- Mosé † (521-?)
- Juliano † (mencionado en 553)

(...)

### Obispos de la sede titular
- Ignacio Gabriel I Tappouni † (19 de enero de 1913-24 de febrero de 1921 nombrado archieparca de Alepo de los sirios)
- Atanasio Behnam Kalian † (26 de febrero de 1921-6 de agosto de 1929 nombrado archieparca de Bagdad de los sirios)
- Basilio Pedro Carlos Habra † (6 de julio de 1963-3 de diciembre de 1965 nombrado eparca de El Cairo de los sirios)
- Gregorio Elías Tabé (24 de junio de 1995-25 de mayo de 1996 nombrado obispo titular de Mardin de los sirios)
- Pedro Gregorio Abdel-Ahad † (29 de junio de 1996-20 de febrero de 2001 confirmado patriarca di Antiochia)
- Gregorio Pedro Melki, desde el 25 de febrero de 2002</ref> titular de Dara de los sirios)[7]